# Мюз
„Мюз“ (на английски: Muse) е английска алтернативна рок група от Тинмът, Девън. От създаването си през 1994 г. тя включва Матю Белами (вокали, китара, пиано), Кристофър Уолстънхолм (бас китара, доп. вокали) и Доминик Хауърд (барабани, перкусии). „Мюз“ са известни с енергичните си и екстравагантни живи изпълнения и със смесването на много музикални жанрове, включително спейс рок, пост-гръндж, прогресив рок, алтернативен рок, хевиметъл, класическа музика и електронна музика, с повтарящ се мотив за революция.
„Мюз“ имат общо осем студийни албума – „Showbiz“ (букв. „Шоубизнес“ – 1999), „Origin of Symmetry“ („Произход на симетрия“ – 2001), „Absolution“ („Опрощение“ – 2003), „Black Holes and Revelations“ („Черни дупки и откровения“ – 2006), „The Resistance“ („Съпротивата“ – 2009), „The 2nd Law“ („Втория закон“-2012), „Drones“ („Дрон“-2015) и „Simulation Theory“ („Теория за симулация“-2018). Групата има и четири концертни албума – „Hullabaloo Soundtrack“ (2002), „Absolution Tour“ (2005) „HAARP“ (2008), и „Live at Rome Olympic Stadium“.
„Мюз“ са носители на множество музикални награди, сред които пет MTV Europe Music Awards, шест Q Awards, седемнайсет NME Awards, две Brit Awards, MTV Video Music Award, четири Kerrang! Awards и American Music Award. През 2011 г., номинирана за три награди Грами, включително „The Resistance“ печели за най-добър рок албум на годината, а през 2016 г. наградата в същата категория получава последния си запис „Drones“.

„Мюз“ са продали над 20 милиона албума по света.

## Членове на групата
- Матю Белами – вокали, китара, пиано, клавиши, синтезатор, програмиране
- Кристофър Уолстънхолм – бас, поддържащи вокали, синтезатор, контрабас
- Доминик Хауърд – комплект барабани, перкусии, синтезатор, програмиране

## Дискография
- „Showbiz“ (1999)
- „Origin of Symmetry“ (2001)
- „Absolution“ (2003)
- „Black Holes and Revelations“ (2006)
- „The Resistance“ (2009)
- „The 2nd Law" (2012)
- „Drones“ (2015)
- „Simulation Theory“ (2018)
- „Will of the People“ (2022)